# Anton Lundell
Anton Lundell (* 3. října 2001 Espoo) je finský lední hokejista, střední útočník. Od roku 2021 působí v severoamerické NHL, v klubu Florida Panthers. Dvakrát s ním získal Stanleyův pohár (2024, 2025). Ke konci sezóny 2024/25 sehrál v základní části NHL 295 utkání, v nichž zaznamenal 157 kanadských bodů; v play-off odehrál 77 zápasů a posbíral 46 bodů. Díky tomu se dostal do první stovky nejproduktivnějších Evropanů ve Stanley Cupu. Před odchodem do zámoří působil ve finském klubu HIFK. S finskou reprezentací získal stříbrnou medaili na mistrovství světa v roce 2021. Má též zlato (2019) a bronz (2021) z mistrovství světa juniorů.